# Magnetischer Widerstand
Der magnetische Widerstand oder auch Reluktanz {\displaystyle R_{\text{m}}} ist der Proportionalitätsfaktor zwischen der magnetischen Spannung {\displaystyle V_{\text{m}}} und dem magnetischen Fluss {\displaystyle \Phi } in der Form:
{\displaystyle V_{\text{m}}=R_{\text{m}}\cdot \Phi }
Die Gleichung wird nach John Hopkinson als das hopkinsonsche Gesetz bezeichnet und hat eine ähnliche Form wie das ohmsche Gesetz für den elektrischen Stromkreis, wenn der magnetische Fluss {\displaystyle \Phi } zur elektrischen Stromstärke {\displaystyle I} und die magnetische Spannung {\displaystyle V_{\text{m}}} zur elektrischen Spannung {\displaystyle U} in Analogie gesetzt werden.  Der Kehrwert des magnetischen Widerstandes ist der magnetische Leitwert {\displaystyle \Lambda } (Permeanz):
{\displaystyle \Lambda ={\frac {1}{R_{m}}}}
Der magnetische Widerstand ist nicht mit dem magnetoresistiven Effekt zu verwechseln, welcher einen elektrischen Widerstand beschreibt, der durch einen magnetischen Fluss beeinflusst wird.
Aufgrund der historisch bedingten Begriffsbildung wird die magnetische Spannung {\displaystyle V_{\text{m}}} in der Fachliteratur manchmal auch als magnetische Durchflutung mit dem Formelzeichen {\displaystyle \Theta } bezeichnet.
Die Einheit des magnetischen Widerstandes {\displaystyle R_{\text{m}}} im Internationalen Einheitensystem (SI) ist der Kehrwert der Einheit Henry (H−1).
Der magnetische Widerstand für ein Element mit gleichmäßigem magnetischem Fluss entspricht der Größe:
{\displaystyle R_{\text{m}}={\frac {l}{\mu _{0}\cdot \mu _{\text{r}}\cdot A}}}
Dabei ist
{\displaystyle l} die Länge des magnetischen Kreises,
{\displaystyle \mu _{0}\cdot \mu _{\text{r}}} die magnetische Permeabilität des Materials,
{\displaystyle A} die Querschnittsfläche des magnetischen Leiters.

Eisenkern mit Luftspalt
R_{m} = R_{m,Eisen} + R_{m,Luft}

Bei magnetischen Kreisen mit abschnittsweise konstanten magnetischen Leitwerten, Querschnitten und Längen können nach obiger Beziehung magnetische Teilwiderstände bestimmt werden. Die Rechenregeln zur Zusammenfassung dieser Widerstände sind dabei analog wie bei der Reihen- und Parallelschaltung von elektrischen Widerständen.
Der Gesamtwiderstand im magnetischen Kreis beeinflusst zudem maßgeblich dessen Induktivität {\displaystyle L} und magnetische Flussdichte {\displaystyle B}.
Magnetische Widerstände werden in der Theorie der magnetischen Kreise benutzt, die von John Hopkinson und seinem Sohn Edward Hopkinson am Ende des 19. Jahrhunderts entwickelt wurde. Die damals entwickelten Vorstellungen waren eine Grundlage für den Bau elektrischer Maschinen und werden auch heute noch zum Verständnis von einfachen magnetischen Kreisen benutzt.